# EPrix van Rome 2018
De ePrix van Rome 2018, een race uit het Formule E-kampioenschap, werd gehouden op 14 april 2018 op het Circuto Cittadino dell'EUR. Het was de zevende race van het seizoen. Het is tevens de eerste keer dat er een ePrix in Rome werd verreden.
De race werd gewonnen door Sam Bird voor het team DS Virgin Racing, die profiteerde van een ongeluk van de tot dan toe leidende Mahindra Racing-rijder Felix Rosenqvist. Regerend kampioen Lucas di Grassi, uitkomend voor Audi Sport ABT Schaeffler, behaalde zijn tweede podiumplaats op een rij met een tweede positie. Techeetah-coureur André Lotterer maakte het podium compleet nadat Mitch Evans, uitkomend voor Panasonic Jaguar Racing, in de laatste ronde energie moest sparen omdat hij anders niet zou finishen.

## Kwalificatie
| Pos                 | No | Coureur                | Team                      | Q1        | Q2       | Grid |
| ------------------- | -- | ---------------------- | ------------------------- | --------- | -------- | ---- |
| 1                   | 19 | Felix Rosenqvist       | Mahindra Racing           | 1:36.683  | 1:36.311 | 1    |
| 2                   | 2  | Sam Bird               | DS Virgin Racing          | 1:36.901  | 1:36.987 | 2    |
| 3                   | 20 | Mitch Evans            | Panasonic Jaguar Racing   | 1:36.911  | 1:37.199 | 3    |
| 4                   | 18 | André Lotterer         | Techeetah                 | 1:36.593  | 1:37.235 | 4    |
| 5                   | 9  | Sébastien Buemi        | Renault e.Dams            | 1:36.732  | 1:37.817 | 5    |
| 6                   | 1  | Lucas di Grassi        | Audi Sport ABT Schaeffler | 1:36.973  |          | 6    |
| 7                   | 16 | Oliver Turvey          | NIO Formula E Team        | 1:37.045  |          | 7    |
| 8                   | 25 | Jean-Éric Vergne       | Techeetah                 | 1:37.055  |          | 8    |
| 9                   | 66 | Daniel Abt             | Audi Sport ABT Schaeffler | 1:37.117  |          | 9    |
| 10                  | 23 | Nick Heidfeld          | Mahindra Racing           | 1:37.365  |          | 10   |
| 11                  | 36 | Alex Lynn              | DS Virgin Racing          | 1:37.546  |          | 11   |
| 12                  | 27 | Tom Blomqvist          | MS&AD Andretti Formula E  | 1:37.561  |          | 12   |
| 13                  | 3  | Nelson Piquet jr.      | Panasonic Jaguar Racing   | 1:38.066  |          | 13   |
| 14                  | 5  | Maro Engel             | Venturi Formula E Team    | 1:38.212  |          | 14   |
| 15                  | 8  | Nicolas Prost          | Renault e.Dams            | 1:38.410  |          | 15   |
| 16                  | 7  | Jérôme d'Ambrosio      | Dragon Racing             | 1:42.003  |          | 18   |
| 110%-tijd: 1:46.252 |    |                        |                           |           |          |      |
| 17                  | 4  | Edoardo Mortara        | Venturi Formula E Team    | 1:47.802  |          | 16   |
| 18                  | 68 | Luca Filippi           | NIO Formula E Team        | 2:09.829  |          | 17   |
| 19                  | 6  | José María López       | Dragon Racing             | geen tijd |          | 19   |
| 20                  | 28 | António Félix da Costa | MS&AD Andretti Formula E  | geen tijd |          | 20   |

## Race
| Pos | No | Coureur                | Team                      | Rondes | Tijd/Oorzaak uitval | Grid | Punten |
| --- | -- | ---------------------- | ------------------------- | ------ | ------------------- | ---- | ------ |
| 1   | 2  | Sam Bird               | DS Virgin Racing          | 33     | 58:20.656           | 2    | 25     |
| 2   | 1  | Lucas di Grassi        | Audi Sport ABT Schaeffler | 33     | +0.970              | 6    | 18     |
| 3   | 18 | André Lotterer         | Techeetah                 | 33     | +9.518              | 4    | 15     |
| 4   | 66 | Daniel Abt             | Audi Sport ABT Schaeffler | 33     | +10.167             | 9    | 13     |
| 5   | 25 | Jean-Éric Vergne       | Techeetah                 | 33     | +17.444             | 8    | 10     |
| 6   | 9  | Sébastien Buemi        | Renault e.Dams            | 33     | +19.835             | 5    | 8      |
| 7   | 7  | Jérôme d'Ambrosio      | Dragon Racing             | 33     | +24.379             | 18   | 6      |
| 8   | 5  | Maro Engel             | Venturi Formula E Team    | 33     | +26.530             | 14   | 4      |
| 9   | 20 | Mitch Evans            | Panasonic Jaguar Racing   | 33     | +37.709             | 3    | 2      |
| 10  | 4  | Edoardo Mortara        | Venturi Formula E Team    | 33     | +40.739             | 16   | 1      |
| 11  | 28 | António Félix da Costa | MS&AD Andretti Formula E  | 33     | +42.680             | 20   |        |
| 12  | 16 | Oliver Turvey          | NIO Formula E Team        | 33     | +48.833             | 7    |        |
| 13  | 68 | Luca Filippi           | NIO Formula E Team        | 33     | +49.331             | 17   |        |
| 14  | 8  | Nicolas Prost          | Renault e.Dams            | 33     | +1:13.880           | 15   |        |
| 15  | 27 | Tom Blomqvist          | MS&AD Andretti Formula E  | 33     | +1:31.832           | 12   |        |
| 16  | 23 | Nick Heidfeld          | Mahindra Racing           | 33     | +1:44.774           | 10   |        |
| 17  | 6  | José María López       | Dragon Racing             | 29     | Ongeluk             | 19   |        |
| DNF | 19 | Felix Rosenqvist       | Mahindra Racing           | 22     | Ongeluk             | 1    | 3      |
| DNF | 3  | Nelson Piquet jr.      | Panasonic Jaguar Racing   | 18     | Mechanisch          | 13   |        |
| DNF | 36 | Alex Lynn              | DS Virgin Racing          | 15     | Ongeluk             | 11   |        |

## Tussenstanden na de race

### Coureurs
| Positie | Rijder           | Team                      | Punten |
| ------- | ---------------- | ------------------------- | ------ |
| 1       | Jean-Éric Vergne | Techeetah                 | 119    |
| 2       | Sam Bird         | DS Virgin Racing          | 101    |
| 3       | Felix Rosenqvist | Mahindra Racing           | 82     |
| 4       | Sébastien Buemi  | Renault e.Dams            | 60     |
| 5       | Daniel Abt       | Audi Sport ABT Schaeffler | 50     |

### Constructeurs
| Positie | Team                      | Punten |
| ------- | ------------------------- | ------ |
| 1       | Techeetah                 | 152    |
| 2       | DS Virgin Racing          | 118    |
| 3       | Mahindra Racing           | 103    |
| 4       | Audi Sport ABT Schaeffler | 89     |
| 5       | Panasonic Jaguar Racing   | 88     |